# Édgar Silva
Édgar Arturo Silva Loáiciga (Liberia, 27 de octubre de 1967) es un periodista, presentador, productor y empresario costarricense. Es una de las figuras televisivas más reconocidas de su país.

## Biografía
Su padre, José Arturo Silva Cruz, fue un microbiólogo hondureño originario de Santa Rosa de Copán que radicó en Costa Rica, y su madre, Lidia Loáiciga, una profesora de preescolar oriunda de Liberia. Egresó con una licenciatura en periodismo de la Universidad de Costa Rica. Desde 2001 está casado con la economista Karla Montero.

## Carrera
En 1990 llegó a trabajar en la compañía de televisión Teletica, en el Canal 7. Empezó su carrera desde 1990. En el 2013, después que la directora del canal Pilar Cisneros se pensionara del canal Edgar Silva también se convirtió en el director de +QN (Más que noticias) y en el director de revistas de Teletica. El viernes 10 de octubre Edgar Silva deja por tiempo indefinido Teletica Canal 7, dejando así su cargo de director tanto de Buen Día como de +QN. Finalmente, Silva para despedirse de sus televidentes creó un video de despedida. Anunció su renuncia al programa Buen Día el 28 de octubre de 2015.  Al dejar las cámaras de televisión, adquirió una finca de café en el distrito de Santa María, en el cantón de Dota y se ha desempeñado a la siembra y proceso de este producto.

## Trayectoria
| Programa                        | Televisora                                        | Rol                  | Año                                   |
| ------------------------------- | ------------------------------------------------- | -------------------- | ------------------------------------- |
| ¡Mira Quién Baila!              | Teletica                                          | Presentador          | 2024                                  |
| El Buscador en Red              | Teletica                                          | Presentador          | 2024                                  |
| Nace una Estrella 6             | Teletica                                          | Presentador          | 2023                                  |
| Nace una Estrella 5             | Teletica                                          | Presentador          | 2021                                  |
| Teletón Costa Rica              | Cadena Nacional                                   | Animador             | 1995-2014 2018-presente               |
| Revista mundialista             | Teletica                                          | Presentador          | 2018                                  |
| Las paredes oyen                | Teletica                                          | Presentador          | 1.ª temporada:2014 2.ª temporada:2018 |
| +QN                             | Teletica                                          | Director             | 2013-2014                             |
| Buen Día                        | Teletica                                          | Presentador-Director | 1998-2015                             |
| Nace una Estrella 4             | Teletica                                          | Presentador          | 2012                                  |
| Reto Centroamericano de Baile 2 | Teletica Telecorporación Salvadoreña Telemetro    | Presentador          | 2012                                  |
| Nace una Estrella 3             | Teletica                                          | Presentador          | 2011                                  |
| Pequeños Gigantes               | Teletica                                          | Presentador          | 2011                                  |
| Reto Centroamericano de Baile   | Teletica Telecorporación Salvadoreña Televicentro | Presentador          | 2011                                  |
| Bailando por un Sueño 3         | Teletica                                          | Presentador          | 2010                                  |
| Nace una Estrella 2             | Teletica                                          | Presentador          | 2010                                  |
| Studio 7                        | Teletica                                          | Presentador          | 2009                                  |
| Nace una Estrella               | Teletica                                          | Presentador          | 2009                                  |
| Bailando por un sueño: el reto  | Teletica Telemetro                                | Presentador          | 2008                                  |
| Bailando por un sueño 2         | Teletica                                          | Presentador          | 2008                                  |
| Cantando por un sueño           | Teletica                                          | Presentador          | 2008                                  |
| Bailando por un sueño           | Teletica                                          | Presentador          | 2007                                  |
| El Chinamo                      | Teletica                                          | Presentador          | 2002-2007                             |
| Fantástico                      | Teletica                                          | Presentador          | 1994-1995                             |
| Telenoticias                    | Teletica                                          | Periodista           | 1991-1998                             |